# 4-й истребительный батальон Ленинградского фронта
4-й истребительный батальон — формирование (воинская часть, истребительный батальон) сначала внутренних войск НКВД, затем стрелковых войск РККА вооружённых сил СССР в Великой Отечественной войне.

## История
Батальон сформирован в Ленинграде в Петроградском районе 31 августа 1941 года за счёт войск НКВД (из состава сформированных 71-го, 72-го, 82-го, 85-го, 165-го, 167-го, 168-го, 170-го, 172-го, 178-го и 179-го истребительных батальонов НКВД), во исполнение приказа Народного комиссариата внутренних дел СССР № 00804 от 25 июня 1941 года для обеспечения успешной борьбы с парашютными десантами и диверсантами противника в прифронтовой полосе и в тылу. Насчитывал в своём составе 457 человек. До августа 1941 года личный состав истбатальона участвовали в мероприятиях по ликвидации бандгрупп в Эстонии в пунктах: Равилла, Арду, Нымме, Мустла, Келасоре, Албу, Мыкивере и в районе болота Махтра.
В составе действующей армии с 26 сентября 1941 года по 10 декабря 1941 года.
Решением Военного совета Ленинградского фронта от 31 августа 1941 года переброшен для обороны правого берега реки Невы в район колонии Овцыно-Шереметьевка.
Занял позиции по правому берегу Невы в районе деревни Островки. 2 сентября 1941 года выбил противника с острова на Неве в районе Островков. Высылал разведывательные группы на левый берег Невы, переправлял партизанские отряды и кадровые части на левый берег. За время деятельности отчитался об уничтожении около двух рот противника, двух миномётных батарей, шести пулемётов, двух автомобилей и двух пленных. Потерял убитыми 24 человека, ранеными 80, пропавшими без вести 5 человек.
С 10 декабря 1941 года расформируется. В этот день 82 человек, мобилизованные в РККА, переданы в распоряжение генерал-майора Бондарева, 28 декабря 1941 года ещё 152 мобилизованных были обращены на укомплектование 11-й стрелковой бригады.
Командир батальона — капитан Бакуев.

### В составе
| Дата       | Фронт (участок)     | Армия (район)                  | Корпус | Дивизия | Примечания |
| ---------- | ------------------- | ------------------------------ | ------ | ------- | ---------- |
| 01.10.1941 | Ленинградский фронт | Невская оперативная группа     | -      | -       | -          |
| 01.11.1941 | Ленинградский фронт | 1-я Невская оперативная группа | -      | -       | -          |
| 01.12.1941 | Ленинградский фронт | 8-я армия                      | -      | -       | -          |